# إستيار (هريس)
إستيار هي قرية في مقاطعة هريس، إيران. عدد سكان هذه القرية هو 266 في سنة 2006.